# Reichsadler
O Reichsadler ("Águia Imperial") é a águia heráldica, derivada do padrão da águia romana, usada pelos imperadores do Sacro Império Romano e nos brasões modernos da Alemanha, incluindo os do Segundo Império Alemão (1871–1918), República de Weimar (1919–1933) e Alemanha nazista (1933–1945).
O mesmo design permaneceu em uso pela República Federal da Alemanha desde 1945, embora sob o nome de Bundesadler ("Águia Federal").

## História

### Sacro Império Romano
O Reichsadler, ou seja, a Águia Imperial alemã, é originária de um emblema proto-heráldico que se acreditava ter sido usado por Carlos Magno, o primeiro governante franco a quem o Papa coroou como Sacro Imperador Romano em 800 d.C., e derivou, em última análise, do Aquila, ou seja, estandarte da águia, do antigo exército romano.
Uma estátua de águia foi erguida no telhado do palácio Carolíngio e uma águia foi colocada no orbe do imperador Otão III. O imperador Frederico I popularizou o uso da águia como emblema imperial, usando-a em todos os seus estandartes, brasões, moedas e insígnias.
Os imperadores otonianos e sálios foram representados com o "cetro da águia" romano, e o imperador Frederico II representou a águia imperial em suas moedas. Antes de meados do século 13, no entanto, a Águia Imperial era um símbolo imperial por si só, e ainda não era usada como uma carga heráldica em um brasão de armas.
Uma representação inicial de uma águia imperial de duas cabeças em um escudo heráldico, atribuída a Frederico II , é encontrada na Chronica Majora de Matthew Paris (por volta de 1250). O Segar's Roll (cerca de 1280) também retrata a águia imperial de duas cabeças como o brasão de armas do rei da Alemanha.
O uso da Águia Imperial no brasão imperial de um imperador reinante data de após o interregno. Sigismundo de Luxemburgo usou uma águia imperial negra de duas cabeças depois de ser coroado como Sacro Imperador Romano em 1433; depois disso, a Águia Imperial de uma cabeça representava o título de Rei dos Romanos e a de duas cabeças o título de Imperador. Durante o século seguinte, Alberto II da Germânia foi o último rei eleito da Alemanha, que não progrediu para a coroação como imperador. Após a Reforma Alemã, começando com Fernando I (1558), os Sacro Imperadores Romanos deixaram de ser coroados pelo Papa.

### Uso moderno
Em 1804, o Sacro Imperador Romano Francisco II estabeleceu o Império Austríaco a partir das terras da monarquia dos Habsburgos e adotou a águia de duas cabeças, engrandecida por um emblema da Casa de Habsburgo-Lorena e da Ordem do Velocino de Ouro, como seu brasão; o Sacro Império Romano foi posteriormente dissolvido em 1806. Desde 1919, o brasão de armas da Áustria representa uma águia de uma cabeça. Embora não seja um símbolo nacional no sentido moderno, o Reichsadler evocou sentimentos de lealdade ao império.
Após as revoluções de 1848 nos estados alemães, o Reichsadler foi restaurado como um símbolo da unidade nacional: tornou-se o brasão do efêmero Império Alemão e, posteriormente, da Confederação Germânica, desde sua restauração em 1850 até sua dissolução em 1866. Foi novamente restaurado em 1871, quando uma águia de uma cabeça com um escudo prussiano tornou-se a insígnia do Império Alemão; a cabeça única foi usada para representar o chamado Kleindeutschland, ou seja, excluiu a Áustria. Após a Primeira Guerra Mundial, a República de Weimar sob o presidente Friedrich Ebert assumiu uma versão simples do Reichsadler, que permaneceu em uso até 1935.
Durante o domínio nazista, uma águia estilizada combinada com a suástica nazista tornou-se o emblema nacional (Hoheitszeichen) por ordem de Adolf Hitler em 1935. O Partido Nazista havia usado um símbolo muito semelhante para si mesmo, chamado de Parteiadler ("a águia do partido"). Essas duas insígnias podem ser distinguidas porque o Reichsadler olha para o ombro direito, enquanto o Parteiadler olha para o ombro esquerdo.
Após a Segunda Guerra Mundial, a República Federal da Alemanha reimplementou a águia usada pela República de Weimar por promulgação do presidente Theodor Heuss em 1950.

## Galeria

### Sacro Império Romano

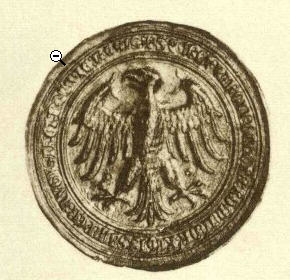
Águia Imperial em um selo usado pelo imperador Carlos IV em 1349
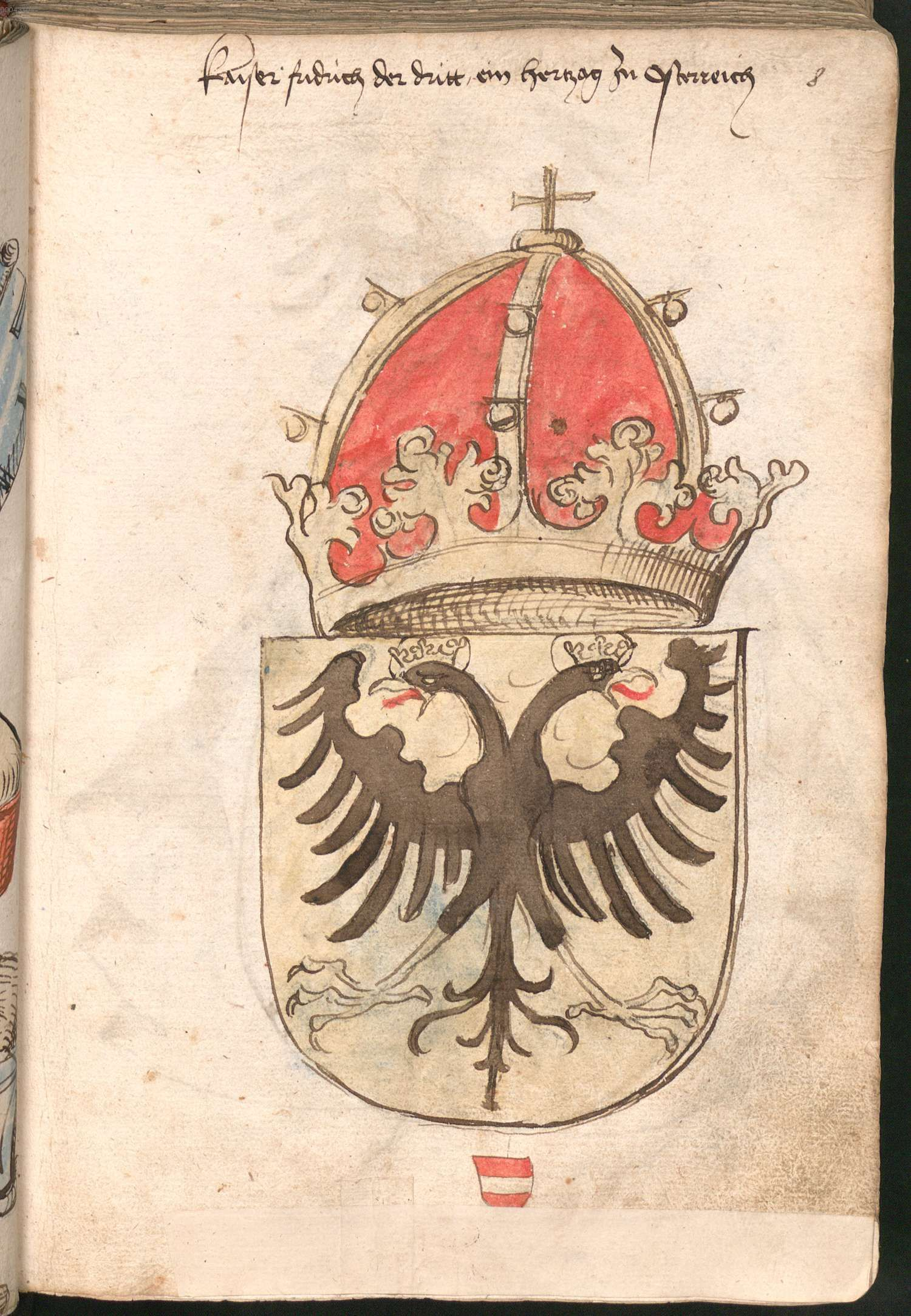
Brasão de Frederico III (r. 1452–1493) no Armorial Wernigerode (ca. 1490)
Águia Quaternião (ca. 1510)
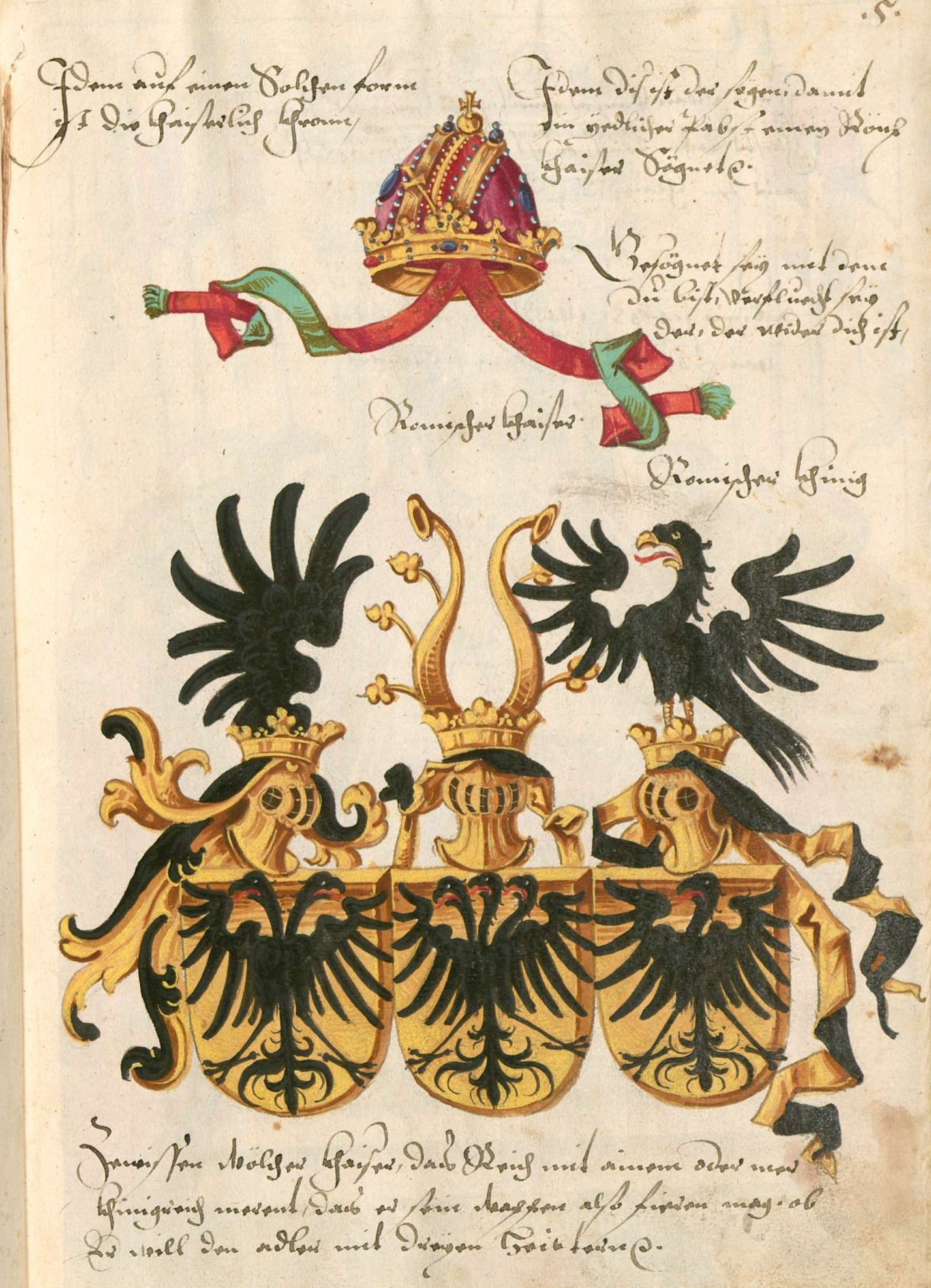
A águia imperial representada com uma, duas e três cabeças (1483, cópia de 1602/4)

### Era moderna

Brasão de armas do Império Alemão (1848–49); a Confederação Germânica usou uma águia similar
Reichsadler (1919–1928) da República de Weimar
Reichsadler (1935–1945) da Alemanha Nazista, com a cabeça voltada a sua direita
"Bundesadler" da Áustria desde 1945